# Camillo della Volpaia
Camillo della Volpaia (1484 – 1560) è stato un orologiaio italiano.
Orologiaio e costruttore di strumenti scientifici, Camillo proseguì, come i fratelli Benvenuto ed Eufrosino, l'attività del padre Lorenzo, ereditandone la bottega in via dell'Oriuolo. Nel 1514 successe al padre come temperatore dello splendido orologio dei pianeti di Palazzo Vecchio costruito dallo stesso Lorenzo. Nel 1534 fu incaricato di compiere previsioni astrologiche per stabilire il momento opportuno per la posa della prima pietra della Fortezza da Basso, progettata da Antonio da Sangallo il Giovane.